# Cantó de Bertenons
El cantó de Bertenons és un cantó francès del departament de l'Òlt, situat al districte de Fijac. Té 16 municipis i el cap és Bertenons.

## Municipis
- Bèlmont
- Biard de Sera
- Bertenons
- Caús
- Cornac
- Estal
- Ganhac
- Gintrac
- Girac
- Glanas
- La Val de Sera
- Prudomat
- Puègbrun
- Sent Miquèl lo Veson
- Tauriac
- Teissiu

## Història
| Data d'elecció                           | Identitat      | Partit        | Qualitat |
| ---------------------------------------- | -------------- | ------------- | -------- |
| 1976-1988                                | Robert Durrieu | MRG           |          |
| 1988-1994                                | Jean Launay    | PS            |          |
| 1994-2008                                | Raymond Sasia  | RPR           |          |
| 2008-                                    | Albert Salle   | Divers gauche |          |
| les dades anteriors no són pas conegudes |                |               |          |
|                                          |                |               |          |

## Demografia
| 1962  | 1968  | 1975  | 1982  | 1990  | 1999  | 2006  |
| ----- | ----- | ----- | ----- | ----- | ----- | ----- |
| 6.753 | 7.370 | 7.504 | 7.816 | 7.963 | 8.091 | 8.576 |